# التنمارکت ان در ترایستینگ
التنمارکت ان در ترایستینگ (به آلمانی: Altenmarkt an der Triesting) یک شهر بازاری و municipality of Austria در اتریش است که در Baden District, Austria واقع شده‌است.